# Sternum
Sternum eller Brystben er en lang flad knogle formet som et slips, der er lokaliseret centralt på brystkassen. Det samler ribbenene via brusk, hvor det også danner et ægte led med clavicula. Herved hjælper det med at beskytte hjertet, lungerne og større blodårer. Sternum består af tre regioner; manubrium, kroppen og processus xiphoideus.
Ordet sternum stamme fra det græske στέρνον, der betyder brystkasse.